# Acamptopoeum
Acamptopoeum is een geslacht van vliesvleugelige insecten uit de familie Andrenidae

## Soorten
- A. argentinum (Friese, 1906)
- A. calchaqui Compagnucci, 2004
- A. columbiense Shinn, 1965
- A. fernandezi Gonzalez, 2004
- A. inauratum (Cockerell, 1926)
- A. melanogaster Compagnucci, 2004
- A. nigritarse (Vachal, 1909)
- A. prinii (Holmberg, 1884)
- A. submetallicum (Spinola, 1851)
- A. tintin Compagnucci, 2004
- A. vagans (Cockerell, 1926)